# Halictus rhodaspis
Halictus rhodaspis är en biart som beskrevs av Cockerell 1917. Halictus rhodaspis ingår i släktet bandbin, och familjen vägbin. Inga underarter finns listade i Catalogue of Life.